# Swatch Group
Swatch Group — швейцарський виробник годинників та ювелірних виробів. Компанія була заснована в 1983 році Ніколасом Хаєком в результаті об'єднання Allgemeine Gesellschaft der Schweizerischen Uhrenindustrie (ASUAG) та Société Suisse pour l'Industrie Horlogère (SSIH), щоб впоратися з кварцовою кризою та врятувати швейцарську годинникову промисловість.
У Swatch Group працює близько 36 000 людей у 50 країнах. У 2016 році чисті продажі склали 7,533 млрд швейцарських франків, що менше на 11 % порівняно з результатами 2015 року. Група володіє товарною лінією Swatch та іншими брендами, включаючи Blancpain, Breguet, Glashütte Original, Harry Winston, Longines, Omega, Tissot та RADO.

## Історія
У 1930 році компанії Omega і Tissot об'єднали в групу під назвою Société suisse pour l'industrie horlogère (SSIH). Незабаром до SSIH приєдналась Lemania Watch Co & A. Lugrin, що спеціалізувалася на виготовленні комплектуючих до годинників.
У 1931 році з'явилася компанія Allgemeine Schweizerische Uhrenindustrie AG (ASUAG).
1983 рік SSIH та ASUAG об'єдналися в Société de Microélectronique et d'Horlogerie (SMH). SMH, окрім двох головних годинникових корпорацій Швейцарії, об'єднала незалежних виробників: Breguet, Harry Winston, Blancpain, Glashütte Original, Jaquet Droz, Léon Hatot, Rado, Longines, UNION Glashütte, Certina, Balmain та інші.